# Florian Kajamini
Florian Samuel Kajamini (Bologna, 28 februari 2003) is een Italiaans-Nederlands wielrenner.

## Carrière
Als eerstejaars belofte maakte Kajamini de overstap naar Team Colpack Ballan. In zijn tweede seizoen bij de ploeg nam hij deel aan onder meer de Trofeo Laigueglia, waar hij meer dan honderd kilometer in de aanval reed. Begin april 2024 werd Kajamini vijfde in de GP Palio del Recioto. Vijf dagen later werd hij vierde in de Trofeo Piva. Na een vijftiende plaats in het eindklassement van de vierdaagse Ronde van de Abruzzen won hij later die maand de Trofeo Città di San Vendemiano. Een week later won hij ook de Ronde van Biella, waar hij Edoardo Zamperini en Simone Raccani achter zich liet. In juni werd hij zevende in het eindklassement van de door Jarno Widar gewonnen Ronde van Italië voor beloften. In augustus won hij een etappe in de Ronde van de Toekomst. In het eindklassement werd hij vijfde, op meer dan drieënhalve minuut van winnaar Joseph Blackmore.
In 2025 werd Kajamini prof bij XDS Astana Team. In februari van dat jaar maakte hij zijn debuut in de World Tour, toen hij aan de start stond van de Ronde van de Verenigde Arabische Emiraten.

## Overwinningen
2024
Trofeo Città di San Vendemiano
Ronde van Biella
5e etappe Ronde van de Toekomst

### Resultaten in kleinere rondes
| Jaar | Ronde van de VAE | Tirreno-Adriatico | Ronde van het Baskenland |
| ---- | ---------------- | ----------------- | ------------------------ |
| 2025 | 22e              | 27e               | opgave                   |

(*) tussen haakjes aantal individuele etappeoverwinningen

## Ploegen
- 2022 –  Team Colpack Ballan
- 2023 –  Team Colpack Ballan CSB
- 2024 –  Team MBH Bank Colpack Ballan
- 2025 –  XDS Astana Team